# Чухлов, Борис Владимирович
Борис Владимирович Чухлов (род. 26 октября 1960, Ленинград, РСФСР, СССР) — советский футболист, нападающий. Мастер спорта СССР (1982).

## Биография
Воспитанник школы «Смена», первый тренер — Олег Шилин.
Практически всю карьеру провёл в ленинградском «Зените» (1979—1989). 

Быстрый, резкий, напористый, смело вступал в единоборства с защитниками, хорошо играл головой, обладал сильными ударами с обеих ног— .
Во многом благодаря своим игровым качествам Чухлов неизменно оставался в основной обойме «Зенита». После выступлений за «зенитчиков» на пару сезонов выезжал играть Финляндию, в 1990—1991 годах играл за финский футбольный клуб «Поннистус». 
Завершив выступления в «большом» футболе, перешёл играть на в мини-футбол, где добился довольно высоких результатов.    
В сборной СНГ и России по мини-футболу провёл 13 матчей, забил 11 голов.
В 2007—2008 годах работал главным тренером мини-футбольного клуба «Динамо» СПб.

## Достижения

### Футбол
- Чемпион СССР 1984 года.
- Бронзовый призёр чемпионата СССР 1980 года.
- Обладатель Кубка сезона 1985 года.
- Финалист Кубка СССР по футболу 1984 года.
- Лучший бомбардир «Зенита» в чемпионатах СССР (2): 1982 (12 голов), 1989 (9 голов).

### Мини-футбол
- Чемпион СНГ 1992.
- Чемпион России 1993, 1994.
- Обладатель Кубка России 1992, 1993.

Личные:
- Лучший нападающий чемпионата России 1993/94
- Наряду с Алексеем Степановым является единственным игроком в истории советского и российского футбола, ставшим чемпионом страны и в большом, и в мини-футболе[4].